# Brian Michael Smith
Pour les articles homonymes, voir Smith.
Brian Michael Smith, né le 29 janvier 1983 à Ann Arbor, dans le Michigan, est un acteur américain. 
Il est essentiellement connu pour les rôles de Toine Wilkins dans la série Queen Sugar et de Paul Strickland dans la série 9-1-1: Lone Star. Il est décrit comme un acteur trans pionnier.

## Biographie
Bien qu'assigné fille à la naissance, Brian Michael Smith s'identifie comme garçon et il est perçu comme tel durant toute son enfance. Au lycée, il joue comme defensive end et fullback dans l'équipe de garçons de football américain, et dans l'équipe féminine en athlétisme. 
Il étudie le jeu d'acteur et la production vidéo à l'Université d'État de Kent. Il commence à tourner pour des spots publicitaires, dont l'un pour Toyota avec Eli Manning. En 2015, il apparaît pour la première fois à la télévision dans la série Girls. Il trouve ensuite des rôles plus importants dans des séries télévisées.
En 2017, il est pris pour un rôle d'homme trans pour la série Queen Sugar, coproduite par Ava DuVernay et Oprah Winfrey.
Il obtient en 2019 l'un des rôles principaux de la série 9-1-1: Lone Star avec Rob Lowe et Liv Tyler.

## Activisme
En février 2018, il participe à un programme de conférences sur la vie des personnes trans à l'université du Michigan, avec Janet Mock et Amiyah Scott.
La même année, lors de la marche des fiertés de New York, il intervient avec Jamie Clayton à une table-ronde organisée par la GLAAD sur le thème de la représentation des personnes trans à la télévision.
En août 2018, il participe avec Laverne Cox, Trace Lysette, Jen Richards, Alexandra Billings et Chaz Bono à la première table-ronde trans du magazine Variety.

## Filmographie

### Télévision

#### Séries télévisées
- 2015 : Girls : un policier
- 2016 : The Detour : un pompier
- 2016-2018 : Blue Bloods : agent Buckley
- 2017 : Chicago P.D. : Roland Garrett
- 2018 : Homeland : Nate
- 2017- : Queen Sugar : Toine Wilkins
- 2019 : The L Word: Generation Q : Pierce Williams
- 2020-2025 : 9-1-1: Lone Star : Paul Strickland

#### Documentaire télévisé
- 2020 : Disclosure: Trans Lives on Screen : lui-même